# Pseudolophia
Pseudolophia is een kevergeslacht uit de familie van de boktorren (Cerambycidae). De wetenschappelijke naam van het geslacht werd voor het eerst geldig gepubliceerd in 1938 door Breuning.

## Soorten
Pseudolophia omvat de volgende soorten:
- Pseudolophia nigrosignata Breuning, 1969
- Pseudolophia sumatrensis Breuning, 1982
- Pseudolophia uniformis Breuning, 1938